# Nature Methods
Nature Methods, abgekürzt Nat. Methods, ist eine monatlich erscheinende wissenschaftliche Fachzeitschrift, die von der Nature Publishing Group herausgegeben wird. Die Erstausgabe erschien im Oktober 2004. Die Zeitschrift veröffentlicht Artikel zu neuartigen Methoden und signifikanten Verbesserungen von etablierten Methoden aus den Lebenswissenschaften. Es wird eine breite, interdisziplinäre Leserschaft in der Industrie und in der Wissenschaft angesprochen.
Der Impact Factor des Journals lag im Jahr 2021 bei 47,99. Nach der Statistik wird das Journal mit diesem Impact Factor in der Kategorie Biochemische Forschungsmethoden an erster Stelle von 79 Zeitschriften geführt.
Herausgeber ist Daniel Evanko, der hauptberuflich für die Zeitschrift arbeitet.
Nature Methods vergibt seit 2007 einen Preis für die Methode des Jahres. Ausgezeichnet wurden:
- 2007: DNA-Sequenzierung der zweiten Generation
- 2008: Hochauflösende Fluoreszenzmikroskopie
- 2009: Induzierte pluripotente Stammzelle
- 2010: Optogenetik
- 2011: Genome Editing
- 2012: Massenspektrometrie von Proteinen
- 2013: DNA-Sequenzierung der dritten Generation
- 2014: Lichtscheibenmikroskopie
- 2015: Cryo-EM
- 2016: Epitranskriptomanalyse[4]
- 2017: Organoide[5]